# Заґозд
Заґозд (пол. Zagozd, нім. Neu Schönwalde) — село в Польщі, у гміні Дравсько-Поморське Дравського повіту Західнопоморського воєводства.
Населення — 292 особи (2011).
У 1975-1998 роках село належало до Кошалінського воєводства.

## Демографія
Демографічна структура станом на 31 березня 2011 року:
|          | Загалом | Допрацездатний вік | Працездатний вік | Постпрацездатний вік |
| -------- | ------- | ------------------ | ---------------- | -------------------- |
| Чоловіки | 144     | 32                 | 98               | 14                   |
| Жінки    | 148     | 34                 | 87               | 27                   |
| Разом    | 292     | 66                 | 185              | 41                   |